# Thermistis nigromacula
Thermistis nigromacula är en skalbaggsart som beskrevs av Hua 1992. Thermistis nigromacula ingår i släktet Thermistis och familjen långhorningar. Inga underarter finns listade i Catalogue of Life.